# 赤芽球癆
赤芽球癆（せきがきゅうろう、英: pure red cell aplasia; PRCA）とは、難治性の貧血を生じる疾患の一つ。

## 分類
- 先天性赤芽球癆（Diamond-Blackfan貧血）
- 後天性赤芽球癆
  - 胸腺腫
  - 慢性リンパ性白血病・悪性リンパ腫・多発性骨髄腫
  - 慢性骨髄性白血病
  - 原発性骨髄線維症

## 臨床像
- 正球性正色素性貧血
- 網赤血球減少
- 骨髄赤芽球の著減

## 関連
- 血液学